# Escuque (Venezuela)
Pour les articles homonymes, voir Escuque.
Escuque est une ville de l'État de Trujillo au Venezuela, capitale de la paroisse civile d'Escuque et chef-lieu de la municipalité d'Escuque.